# Crass
Crass fou un important grup anarcopunk format al Regne Unit als volts de l'any 1977, i és considerat un dels grups més polèmics de la història de la música, tant per les seves lletres, com per les accions que varen emprendre durant la seva existència.

## Dades principals
- Gènere: anarco-punk
- Nacionalitat: britànica
- Estat actual: ja no existeixen com a formació musical
- Cronologia: 1977-1984

## Introducció
L'any 1977, la data més simbòlica del moviment punk i veritable epicentre de l'esclat de la rebel·lió juvenil anglesa el grup es va establir a la Dial House, una comuna prop de la localitat d'Epping, a Essex, Anglaterra.
Tal com el concepte d'anarquisme amb el qual s'identificaven grups com el Sex Pistols tenia més a veure amb l'escàndol i el nihilisme més visceral i salvatge, el missatge de Crass tenia més a veure amb una ideologia política directament enllaçada amb les varietats formulades durant el segle xx del pensament anarquista o llibertari socialista.
Crass foren un grup que sempre es va prendre al peu de la lletra l'ideal de fes-ho tu mateix, mitjançant una combinació de música, art cinematogràfic, collage visual i sonor, gràfics i missatges subversius per catapultar un atac crític en massa contra tot el que ells consideraven les fundacions d'una cultura basada en la guerra, la violència, el sexisme, la hipocresia religiosa i el consumisme descontrolat. Davant de tot això van decidir adoptar el pacifisme com el seu tarannà propi, i per això se'ls considera progenitors de la idea d'anarcopacifisme que va acompanyar la música anarcopunk des dels anys 80.

## Orígens
El grup es va posar en marxa quan Penny Rimbaud (pseudònim de Jerry Ratter), el fundador de la comuna Dial House i antic membre del grup d'art d'avantguarda EXIT va començar a fer sessions jam amb un fan del grup punk The Clash que es feia dir Steve Ignorant, que era un assidu de la comuna en aquell temps. Ells dos varen escriure les cançons So what? (I què?) i Do they owe us a living? (Que ens deuen la vida?) com a duo de bateria i veu. Durant un període molt curt de la seva existència es van anomenar Stormtrooper, després de triar el nom Crass, sorgit d'un dels versos de la cançó Ziggy Stardust del polifacètic artista britànic David Bowie "the kids were just crass". D'altres membres del casal van començar a unir-se al projecte i no va passar gaire temps abans que Crass actués per primer cop en un festival okupa a l'aire lliure a Huntley Street, a la part nord de Londres. Poc després van donar un concert al llegendari club punk Roxy de la capital britànica, a l'àrea de Covent Garden. El concert va acabar malament a causa de la seva actuació (anaven beguts) i se'ls va prohibir tocar més en aquesta sala. Aquest fet hipòcrita va ser plasmat a la cançó Banned from the Roxy i l'assaig d'en Penny Rimbaud Crass at the Roxy. Altres concerts d'aquesta primera etapa foren amb el grup UK Subs i no varen ser molt exitosos. Segons paraules textuals d'en P. Rimbaud El públic consistia principalment en nosaltres quan els Subs tocaven, i dels Subs quan nosaltres érem qui tocava.
Un temps després, el grup va decidir de prendre's la seva carrera musical de forma més seriosa, particularment parant més atenció a la seva presentació. A més d'evitar les drogues com l'alcohol o el cànnabis abans de cap concert, varen decidir de vestir sempre tots uniformats de color negre en un estil militar. També varen introduir el seu famós eslògan, dissenyat per Dave King (que va ser membre del grup Sleeping dogs lie i amic d'en P. Rimbaud) que es pot veure a la part posterior de l'embalatge del disc 	The feeding of the 5000. Tot això va fer que la imatge del grup s'impregnés d'un toc militaroide, el qual va fer que fossin acusat de feixistes. Crass, ideològicament parlant, es trobaven ben lluny d'aquesta definició i van explicar que la seva imatge era un atac contra el culte de la personalitat, així que, en contrast amb la idea que seguien la majoria de grups de rock, cap dels seus membres seria identificat com el líder.
L'esmentat logo del grup venia a representar una barreja de diverses icones d'autoritat, incloent-hi la creu cristiana, l'esvàstica i la Bandera del Regne Unit combinades amb un Ouroboros, una serp consumint-se a ella mateixa (a manera de símbol de la idea que el poder finalment s'acabarà destruint a si mateix a causa de la seva pròpia natura). Fer servir missatges clarament contradits entre ells va ser part fonamental de l'estratègia del grup de presentar-se com una mescla de contradiccions, que també incloïa, paradoxalment música agressiva i sorollosa per promoure un missatge pacifista, en part una referència contextual a les seves conviccions relacionades amb la filosofia dadaista.
El grup també es negava a utilitzar efectes d'il·luminació elaborats durant els seus concerts, i es valien només de la llum d'una simple bombeta, sense cap pantalla de làmpada afegida. El grup, a més, també varen ser pioners de les tècniques de presentació multimèdia, i feien servir tecnologia de vídeo i pel·lícules i collage visuals fets per Mick Duffield i Gee Vaucher projectats a l'escenari.

## Crass Records
El primer llançament de Crass va ser The Feeding of the 5000, un EP de 18 pistes a la petita discogràfica Small Wonder el 1978. Els treballadors de la planta d'impressió inicialment es negaren a formar part del projecte degut a la lletra descaradament blasfema de la primera cançó de l'àlbum, Reality Asylum. Així doncs, l'àlbum fou primer editat amb aquesta cançó censurada i substituïda per dos minuts de silenci irònicament titulada El so de la llibertat d'expressió. Aquest incident va ser decisiu a l'hora que Crass establís la seva pròpia discogràfica anomenada Crass Records, per tenir llibertat completa a l'hora de posar al mercat la seva producció i Reality Asylum va poder veure la llum en forma de senzill de set minuts. Una reimpressió posterior de l'àlbum a Crass Records va restaurar aquesta pista que hi restava.
A part del seu propi material sonor (música i assaigs), Crass Recors també va editar gravacions fetes per altres compositors independents, la primera de les quals va ser el senzill de 1980 "You can be you"" de Honey Bane, una adolescent que vivia a Dial House mentre s'amagava d'un orfenat. D'altres artistes incloïen Zounds, Flux of pink indians, Rudimentary Peni, Conflict, la banda islandesa KUKL (un dels membres de la qual era la mundialment famosa compositora Björk), la cantant clàssica Jane Gregory i les Poison Girls, un grup ideològicament semblant a Crass amb els quals va treballar durant uns quants anys.
També varen treure a la venda tres edicions del recopilatori Bullshit detector, compilacions de versions demo i gravacions amateur que s'adherien a l'ètica punk DIY (do it yourself o fes-ho tu mateix).
Els nombres de catàleg dels àlbums posats al mercat per Crass Records eren un codi numèric que representava un compte enrere fins a l'any 1984 (per exemple: 521984 "five to 1984", cinc anys per l'any 1984), any en el qual Crass digueren que se separarien i òbviament, també la data en la qual George Orwell situava la seva distopia amb el mateix nom.

## Penis envy, Christ the Album i un canvi en la seva estratègia
Crass va treure el seu tercer àlbum l'any 1981, titulat Penis Envy, que es tradueix com a enveja del penis un concepte psiquiàtric. Aquest àlbum marcava un punt i a part en la història del grup de la seva imatge agressiva i masculina característica del punk de l'època a un nou estil més complex i en la part vocal del qual només hi participarien els membres femenins del grup: Eve Libertine i Joy de Vivre (encara que el cantant masculí Steve Ignorant va seguir formant part del grup i era nomenat als crèdits del disc com a no participant en aquest àlbum).
Aquest àlbum tenia temes marcadament feministes i atacava les institucions del sistema tal com el matrimoni i la repressió sexual. Una de les cançons, una paròdia deliberadament edulcorada de l'estil MOR o Middle of the Road que portava el títol Our wedding (la nostra boda), es regalava com a flexi disc juntament amb una revista per a jovenetes, a la qual se li havia ofert per una empresa anomenada Creative recording and sound services (fixeu-vos en les inicials d'aquest nom). La polèmica va seguir el llançament del disc, amb l'anunci que el títol de l'àlbum era massa obscè per ser editat.
El quart doble LP del grup, amb el títol de Christ the Album va trigar més d'un any en ser gestat, temps durant el qual la guerra de les Malvines havia començat i arribat al seu punt final. Aquest fet va fer que Crass es replantegessin novament la seva aportació al món de la música i a la seva manera radical de treure àlbums a la llum. Els seus següents llançaments, doncs, portaren al grup a les seves bases inicials d'atac visceral amb cançons com ara How does it feel to be the mother of a thousand dead (Com es deu sentir la mare d'un miler de morts) o Sheep farming in the Falklands (Cria d'ovelles a les Malvines) i l'àlbum Yes Sir, I will en el qual es presentaven les seves cançons com a respostes tàctiques a situacions polítiques concretes.

## Acció directa, el cas "Thatchergate" i diversos debats interns
Des dels primers anys de fer marques de graffiti a la xarxa de metro de Londres, el grup havia estat sempre involucrat tant en l'acció directa com en activitats musicals de caràcter subversiu. Els anys 1983 i 1984, varen formar part de les accions del col·lectiu Stop the City (atureu la ciutat) que es poden veure com els primers antecedents de les protestes anti-globalitzadores del començament del segle xxi. El suport explícit a activitats com aquesta es podia veure en la lletra del darrer senzill del grup: You're already dead (Ja ets mort), que també va marcar un punt final en la militància pacifista de Crass. Tot això va fer sentir a bona part dels membres que s'estaven sentint amargats per la direcció que estaven prenent les coses referents al grup i als afers de la política internacional, a part d'estar perdent de vista el seu missatge essencialment positiu. Reflectint aquest debat intern, el següent àlbum de Crass fou Acts of love, que intentava musicar els 50 poemes que Penny Rimbaud havia escrit en nom del seu "altre jo" i per festejar el "profund sentit d'unitat, pau i amor que existeix en el meu altre jo".
El proper escàndol del grup, producte de la seva ràbia contra la política internacional després de la barbàrie de la guerra de les Malvines va consistir a escampar un rumor segons el qual Margaret Thatcher i Ronald Reagan farien servir Europa com a objectiu militar dels atacs nuclears entre els dos bàndols de la guerra freda, a través d'una cinta falsa que incloïa una falsa conversa entre els esmentats líders del Regne Unit i els Estats Units. Crass va emetre còpies anònimament d'aquesta trama, que va arribar al domini públic. Tot i les precaucions, el diari britànic The Observer va trobar la manera de relacionar aquest petit complot amb el grup.

## Dissolució
Crass va haver de retirar-se de la vida pública, ja que s'havien convertit en una peça particularment irritant de l'oposició de la conservadora primera ministra Margaret Thatcher. Debats al parlament i un intent de persecució sota l'empar de la Llei sobre publicacions obscenes va dur al grup anarquista a judici. El 7 de juliol de 1984 el grup va tocar la seva última actuació a Aberdare a Gal·les, la recaptació de la qual va anar a parar als miners en vaga, abans de tornar a la seva comuna de Dial House per concentrar les seves energies en altres projectes.
El guitarrista Andy Palmer va anunciar que deixaria el grup per seguir estudiant la carrera d'art, i el consens general del grup davant d'aquesta decisió va ser que prescindir d'aquest important membre seria semblant a tenir "un cadàver a la banda", cosa que va fer més i més consistent la seva intenció de dissoldre's l'any 1984. Steve Ignorant es va unir al grup anarquista Conflict i el 1992 va formar el grup Schwatzeneggar (sic). Del 1997 al 2000, fou membre del grup Stratford Mercenaries. També va treballar com a actor a l'obra infantil de titelles Punch and Judy. La vocalista Eve Libertine va continuar gravant amb el seu fill Nemo Jones a més de convertir-se en artista performance al grup A-Soma. Pete Wright va centrar els seus esforços a construir-se una casa-barca i va formar el grup artístic de performance Judas 2, mentre que Penny Rimbaud va continuar escrivint i actuant tant en solitari com en col·laboració d'altres artistes d'ideologia similar.

## Influències notables
La influència en l'estètica i el pensament filosòfic de Crass en nombrosos grups del moviment punk i de l'esfera anarquista des dels anys 80 és meritòria de ser mencionada, tot i que més aviat pocs grups van decidir-se a imitar l'estil lliure al qual s'havien inclinat en els seus darrers anys (sobretot a Yes Sir, I will). El mateix grup Crass va mencionar en diverses ocasions que les seves influències essencials eren pocs cops extretes de la tradició rock, sinó més aviat d'altres estils com la música clàssica (particularment Benjamin Britten, del qual, segons P. Rimbaud, molts dels riffs emprats al seu grup eren plagis directes), tot el que envoltava el moviment Dadà i la producció d'artistes d'avantguarda com ara John Cage. L'estètica atípica de les portades dels seus treballs, amb collage i imatges en blanc i negre, dissenyades per l'artista underground Gee Vaucher es va convertir en la seva signatura personal més fàcil de reconèixer.

## A partir de 2002
Al novembre de 2002, alguns dels ex-membres del grup, sota el nom de The Crass Collective, es van reunir per prendre lloc a les jornades d'oposició contra la guerra al Queen Elizabeth Hall al South Bank, Londres que incloïen una interpretació del War Requiem.
Una nova peça, The unelected president, sobre la invasió a l'Iraq (en realitat una versió d'una cançó que ja havien publicat prèviament: Major General Despair) és disponible gratuïtament a la pàgina web de Peace not war.

## Llista de membres
- Penny Rimbaud: bateria
- Gee Vaucher: disseny artístic
- Steve Ignorant: veu
- N.A. Palmer: guitarra
- Phil Free: guitarra
- Pete Wright: baix
- Eve Libertine: veu
- Joy de Vivre: veu
- Mick Duffield: cinematografia
- John Lodder: considerat desè membre de Crass, es dedicava a l'edició del so i fou el fundador de Southern Studios.